# Список монархов Хорватии
Список монархов Хорватии:

## КнязьяПриморской Хорватии
| Портрет | Имя        | Начало правления | Конец правления | Династия     |
| ------- | ---------- | ---------------- | --------------- | ------------ |
|         | неизвестно | 635              | 660             | неизвестно   |
|         | Порга      | 660              | 680             | неизвестно   |
|         | Вишеслав   | 785              | 802             | неизвестно   |
|         | Борна      | 810              | 821             | неизвестно   |
|         | Владислав  | 821              | 835             | неизвестно   |
|         | Мислав     | 835              | 845             | неизвестно   |
|         | Трпимир I  | 845              | 864             | Трпимировичи |
|         | Здеслав    | 864              | 864             | Трпимировичи |
|         | Домагой    | 864              | 876             | Домагоевичи  |
|         | Иляйко     | 876              | 878             | Домагоевичи  |
|         | Здеслав    | 878              | 879             | Трпимировичи |
|         | Бранимир   | 879              | 892             | Домагоевичи  |
|         | Мунцимир   | 892              | 910             | Трпимировичи |
|         | Томислав I | 910              | 925             | Трпимировичи |

## КнязьяПаннонской Хорватии
| Портрет | Имя               | Начало правления | Конец правления | Династия   |
| ------- | ----------------- | ---------------- | --------------- | ---------- |
|         | Войномир          | 791              | 810             | неизвестно |
|         | Людевит Посавский | 810              | 823             | неизвестно |
|         | Владин            | 823              | 827             | неизвестно |
|         | Ратимир           | 829              | 838             | неизвестно |
|         | Светимир          | 838              | 880             | неизвестно |
|         | Браслав           | 880              | 898             | неизвестно |

## Короли Хорватии
В 925 папа Иоанн X даровал князю Томиславу титул короля Хорватии.
| Король              | Годы правления | Описание |
| Томислав I          | 925-928        | Расширение территории государства, которое включает в себя Славонию, Боснию и далматинское побережье, за исключением Истрии и Дубровника.                                |
| Трпимир II          | 928-935        | Младший брат Томислава, гражданские междоусобицы, потеря Боснии |
| Крешимир I Старый   | 935-945        | Сын Трпимира |
| Мирослав            | 945-949        | Сын Крешимира |
| Михайло Крешимир II | 949-969        | Младший брат Мирослава, хорватское королевство вновь берёт под контроль Боснию                                                                                           |
| Степан Држислав     | 969-997        | Сын Михайло Крешимира |
| Елена Задарская     | 969-975        | Регентша при сыне, Степане Држиславе |
| Светослав Суронья   | 997-1000       | Сын Степана Држислава |
| Крешимир III        | 997-1030       | Сын Степана Држислава |
| Гоислав             | 997-1020       | Сын Степана Држислава |
| Степан I            | 1030-1058      | Сын Крешимира |
| Петар Крешимир IV   | 1058-1074      | Сын Стефана, пик расцвета хорватской державы. |
| Славац              | 1074-1075      | Выбран хорватской знатью, междоусобная борьба с Дмитаром Звонимиром, другим претендентом на трон                                                                         |
| Дмитар Звонимир     | 1075-1089      | Кузен Петара Крешимира. Женат на принцессе Елене, дочери венгерского короля Белы I.                                                                                      |
| Степан II           | 1089-1090      | Племянник Петара Крешимира. На нём прервалась династия Трпимировичей |
| Альмош              | 1091-1093      | Племянник и ставленник Ласло I, короля Венгрии. |
| Петар Свачич        | 1093-1097      | Избран хорватской знатью. Борьба с венграми за контроль над Хорватией. Поражение от армии короля Венгрии Кальмана Книжника в битве на горе Гвозд. Гибель в битве короля. |

В 1102 г. по договору, обычно называемому Pacta Conventa, хорватское дворянство признало династическую унию с Венгрией. Венгерский король Кальман Книжник в том же 1102 г. короновался в Биограде, как король Венгрии и Хорватии. В составе объединённого королевства Хорватия пользовалась автономией и управлялась баном (королевским наместником).
См. Список банов Хорватии.
После Битвы при Мохаче, гибели короля Лайоша II и распаде Венгрии на Королевскую Венгрию, Османскую Венгрию и Восточно-Венгерское королевство, хорватский сабор избрал королём Хорватии Фердинанда Габсбурга. Он и его потомки в дальнейшем считались королями Хорватии. Таким образом, Хорватия вошла в состав Габсбургской монархии вплоть до XX века.
См. Хорватия в Габсбургской империи

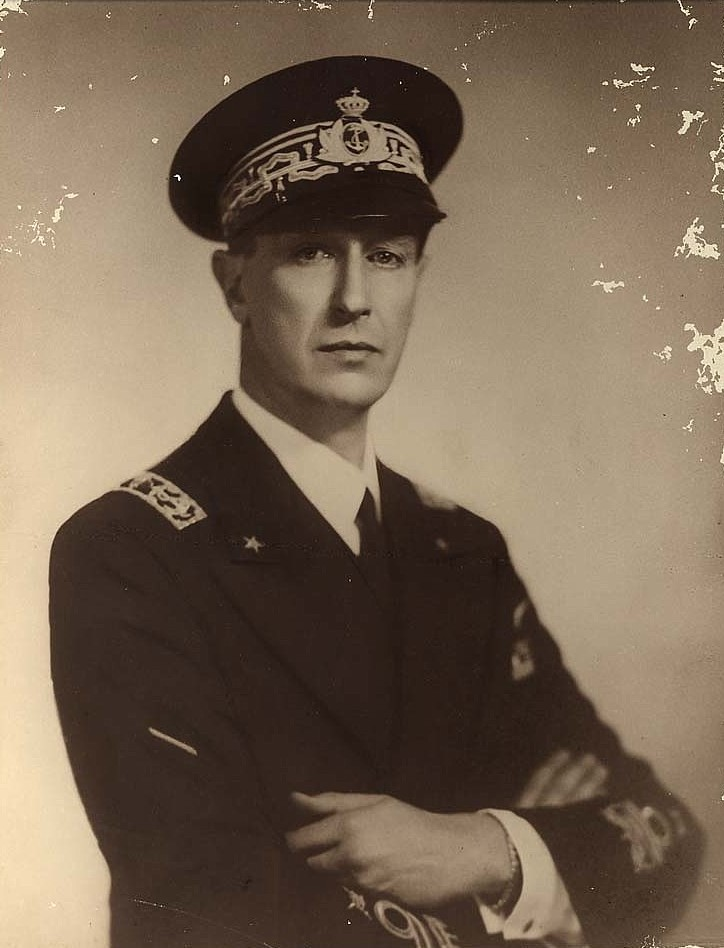
Томислав II

В 1941 г. после оккупации Югославии странами Оси было создано марионеточное Независимое хорватское государство, которое формально возглавлялось королём Томиславом II, при том, что реальная власть принадлежала Анте Павеличу.
| Имя         | Годы жизни                    | Начало правления | Конец правления   | Династия      |
| ----------- | ----------------------------- | ---------------- | ----------------- | ------------- |
| Томислав II | 9 марта 1900 - 29 января 1948 | 18 мая 1941 года | 31 июля 1943 года | Савойский дом |